# Quiz Show
Quiz Show is een Amerikaanse dramafilm uit 1994, geregisseerd door Robert Redford. De productie werd genomineerd voor onder meer vier Academy Awards en vier Golden Globes. De film is gebaseerd op een waargebeurd verhaal en won voor het scenario een BAFTA Award.

## Verhaal

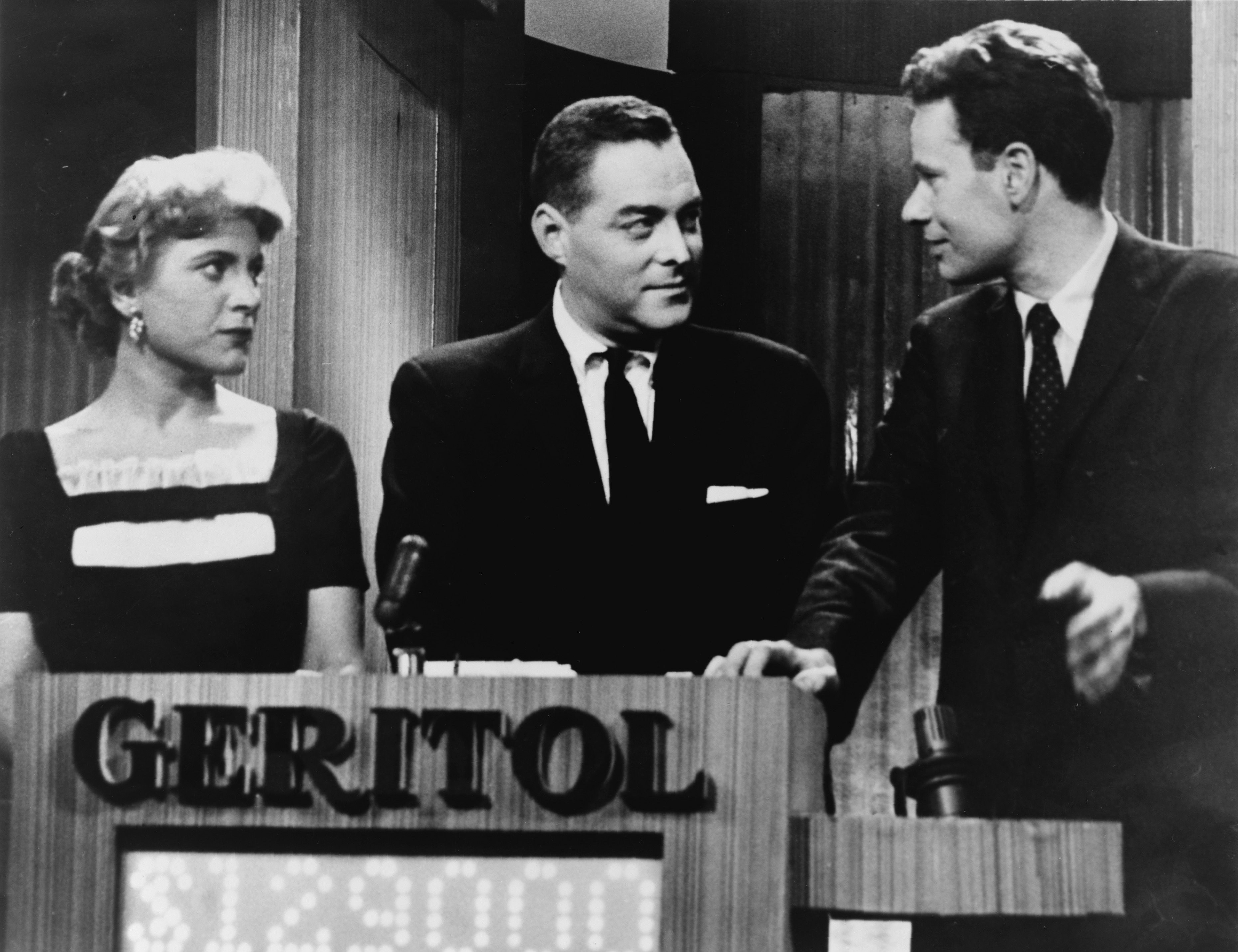
Charles van Doren (rechts) in de televisiequiz Twenty One

De film beschrijft het waargebeurde schandaal van de Amerikaanse televisiequiz Twenty One in de jaren '50. Hierin kregen winnende spelers de antwoorden op de vragen al vóór de aanvang van de quiz te horen. Dit om populaire kandidaten in het programma te houden en daarmee goede kijkcijfers te scoren.
Bij Charles Van Doren (Ralph Fiennes), Amerikaans hoogleraar aan de Universiteit van New York en zoon van dichter en criticus Mark Van Doren, werd dit een groot aantal weken volgehouden. Herbie Stempel (John Turturro) zette vóór hem ook een reeks neer, maar werd verplicht een verkeerd antwoord te geven om Van Doren te laten winnen, in ruil voor een baantje bij een ander televisieprogramma. Dat baantje kwam er alleen nooit van en daarom wil Stempel uit genoegdoening aantonen dat er niet zuiver gespeeld wordt. Hij staat alleen en wordt niet door iedereen even serieus genomen vanwege zijn obsessieve gedragingen. Dat verandert wanneer Dick Goodwin (Rob Morrow) onderzoek naar '21' gaat doen en oud-kandidaat Snodgrass (Douglas McGrath) vindt. Deze kreeg ooit dagen voor de uitzending de antwoorden en deed die vervolgens op de post naar zichzelf. Door de datering van die verzending kan hij Goodwin glashard bewijs leveren van het feit dat hij de antwoorden van tevoren al kreeg.
De boodschap van de film is dat de daders, ondanks dat de beschuldigingen uiteindelijk worden bevestigd, amper zijn gestraft voor het schandaal.

## Rolverdeling
| Acteur               | Personage         |
| -------------------- | ----------------- |
| Paul Scofield        | Mark Van Doren    |
| John Turturro        | Herbie Stempel    |
| David Paymer         | Dan Enright       |
| Hank Azaria          | Albert Freedman   |
| Christopher McDonald | Jack Barry        |
| Johann Carlo         | Toby Stempel      |
| Ralph Fiennes        | Charles Van Doren |
| Elizabeth Wilson     | Dorothy Van Doren |
| Allan Rich           | Robert Kintner    |
| Mira Sorvino         | Sandra Goodwin    |

## Nominaties
In 1995 kreeg de film meerdere Oscar-nominaties:
- De film als geheel kreeg de nominatie voor Beste Film;
- Paul Scofield, die Mark van Doren, de vader van Charles, speelde, kreeg de nominatie voor de Beste Mannelijke Bijrol;
- Robert Redford kreeg de nominatie voor Beste Regisseur;
- Paul Attanasio kreeg de nominatie voor het Beste Bewerkte Scenario.